# 物怪 (動畫)
《物怪》（日语：モノノ怪）為日式恐怖動畫作品。是富士電視台系列「noitaminA」節目的第八作。從2007年7月12日播放到同年的9月27日，全12集。
本作為之前noitaminA所播放的《怪 ayakashi》中的一篇「化貓」的續集、製作人員為原班人馬。延續前作、以謎之賣藥郎作為主角，然後在「座敷童子」「海坊主」「無臉」「鵺」「化貓」等五篇小故事中，以短篇故事形式來演出。
全三章的劇場版動畫於2024年起依次上映。

## 故事簡介
有一位在各地旅行並且攜帶斬魔劍斬除「物怪」的賣藥郎。
只要在他以及劍的呼喚下，在賣藥郎的面前就會出現一個又一個物怪。
在那些因為恐懼而要求除去物怪的人們的請求下，他會拿出這把劍並且告知人們，他需要清楚找出關於物怪的三種要素：分別是因為人的因果，所形成的緣份即是「形」、事情的真相「真」、心中的隱情「理」才能加以消滅。
就在這個除物怪之旅上，他前往的地方，也就是各式各樣所謂的「人世」。並且在完成使命後，又忽然消失於大家眼前。

## 登場人物
賣藥郎（聲優：櫻井孝宏〔電視動畫〕／神谷浩史〔劇場版〕）
本作主角和謎之商人。本名・年齢・個性等全都不明。本人曰「我只是個賣藥的」並且也主張自己「是個人類」、但是耳朵尖長是唯一和人類不一樣的地方。是個在臉上化妝，全身散發出妖豔氣息的青年，因此遇見他後而為他著迷的女性登場角色也不少。總是會擺出一副充滿自信而能夠冷靜分析情況的模樣。持有一把能夠斬除妖怪的退魔之劍（声 - 竹本英史）、使用時，需要知道對方的「形」、「真」、「理」三個要素。在完成能夠讓劍出鞘的條件並「解放」它時，劍的樣貌會因此有所改變（賣藥郎的身體也會變成金色的模樣）。另外他也持有著像是能夠作為結界的符咒以及能夠偵測物怪動向的天平等不可思議的道具。順便一提，賣藥郎服裝的花色在正式設定資料集中是以蛾的模樣作為參考。

### 「座敷童子」篇
志乃（聲優：田中理惠）
在下雨的夜晚來旅館求宿的女子，身邊攜帶著一個黃色的人偶護身符。在大戶人家當傭人時，懷了少爺的孩子。
久代（聲優：藤田淑子）
萬屋（宿屋）的老闆娘，實際上是被改建為旅館之前青樓的老鴇。由於旅館客滿，所以安排懷孕的志乃住到本來不是給客人住的最上層房間，最上層房間則是曾經處理（抹殺）妓女產下的私生嬰兒的房間，故老闆娘稱該房間為供奉死者的房間。在賣藥郎質問她時，亦曾出現年輕時期的久代。最後連同德次被座敷童子的怨念殺死。
德次（聲優：鹽屋浩三）
萬屋的夥計，面有刺環的黝黑男子，是協助久代打掉妓女私生子的幫兇。最後連同久代被座敷童子的怨念殺死。
直助（聲優：竹本英史）
追殺志乃和她所懷的孩子的殺手，意圖追殺志乃不成，反被不明力量壓制到天花板上而死亡。
少爺（聲優：沼田祐介）
讓志乃懷孕的少爺，但後來拋棄他們母子。
孩子們（聲優：日比愛子）
住在旅館並且突然出現在志乃面前的孩子們，實際上是多年來被久代親自抹殺的妓女們私生嬰兒的化身，平常會化為不倒翁的模樣。所有的孩子都期望能被生下來，但最後聽了志乃與腹中孩子的充滿情感的對談後，選擇對志乃的孩子獻上祝福，並與其他孩子隨之消逝。

### 「海坊主」篇
加世（聲優：尤加奈）
在怪 〜ayakashi〜「化貓」篇的騷動中認識賣藥郎的女子。由於過去幫傭的坂井家已經衰弱、所以特地搭空栗鼠丸要去尋找新的工作。
源慧（聲優：中尾隆聖）
「海坊主」篇的關鍵角色，一名德高望重的高僧，15歲那年（50年前）因島上的規矩而歸依佛門，為了忘卻妹妹‧阿庸與島上的事情而遠行他處，但阿庸與源慧卻無法放下對彼此的思念。因耳聞龍之三角海域海難頻傳，決意擔當人柱自我犧牲以解救居民，但在人柱的獨木舟完成後，卻因內心的軟弱而糾結不已，此時阿庸卻自願代替源慧成為人柱而登船。最後因感覺到被愛的喜悅，因此請賣藥郎斬殺他，讓他能與阿庸的靈魂能互相融合，連相貌也因此變得更為俊美。
菖源（聲優：浪川大輔）
源慧的弟子，崇拜源慧，性格怯懦。
佐佐木兵衛（聲優：阪口大助）
手持名刀「兼定」武士。特別注意賣藥郎的「退魔之劍」，過去為了試劍，斬殺了包含自己師傅岩井在內的許多人。
柳幻殃齋（聲優：關智一）
修道者。關於靈學的知識相當豐富。是一名自大莽撞的人。
三國屋多門（聲優：高戶靖廣）
商船「空栗鼠丸」的主人。也是一名愛錢的人，所以特地在船上裝魚缸和養金魚，企圖藉此吸引更多客人。
五浪丸（聲優：竹本英史）
「空栗鼠丸」的船長。
海和尚（聲優：若本規夫）
像是魚人，並手持魚尾琵琶的妖怪。會問人「最怕的是什麼」，並使用幻術讓人看到，若不回答就會變成海上亡靈。
阿庸（聲優：池澤春菜）
源慧的妹妹。因為仰幕哥哥而代替哥哥成為祭神的祭品，並且最後靈魂與哥哥合而為一。

### 「無臉」篇
阿蝶（聲優：桑島法子）
「無臉」篇的關鍵角色，藩士家裡要出嫁的女子。為了自己母親的期待而一直壓抑自己，婚後備受夫家欺凌，其實在開頭時就已經自殺。
狐面（敦盛）（聲優：綠川光）
由阿蝶內心所幻化出來的物怪，戴著狐狸面具，手持煙管，也能將臉上的面具改變成其他的面具以表示內心的情緒，其實就是阿蝶幻想出來並與妖怪結合的物怪。
阿蝶的母親（聲優：真山亞子）
由於失去丈夫，使得家道中落。因此期望女兒阿蝶嫁入武士的豪門，所以積極讓阿蝶學習箏（琴）等新娘的修練。
阿蝶的老公（聲優：竹本英史）
阿蝶的丈夫。對阿蝶相當不好，把妻子當作是傭人一樣地對待。
婆婆（聲優：上村典子）
阿蝶丈夫的母親。和她丈夫一樣對於阿蝶都沒有好感。
小叔（聲優：岡本寛志）
對阿蝶相當不好。
小叔的老婆（聲優：佐佐木亞紀）
夫婦一樣對阿蝶相當不好。
奉行（聲優：福原耕平）
為番士與佐佐木桂一家命案，對阿蝶做出判決。

### 「鵺」篇
大澤廬房（聲優：青野武）
以「東大寺」（名香蘭奢待，東大寺是其名取一字）為目標，希望成為琉璃姬丈夫的候補人選之一。是個講話會帶有「喔呀」的公家。嗜好香道。事件後期揭露其已於開頭時遭鵺殺害。
室町具慶（聲優：竹本英史）
同樣以「東大寺」為目標，希望成為琉璃姬丈夫的候補人選之一。是個沒接觸過香道，官場失意的武士。性格粗野耿直。事件後期揭露其已於開頭時遭鵺設局殺害。
半井淡澄（聲優：廣瀨正志）
同樣以「東大寺」為目標，希望成為琉璃姬丈夫的候補人選之一。戴著一個假鼻子。經營海鮮批發的事業，妻子已於故事開始前過世，在香道中是位知名的人物。為了參與東大寺的競爭而變賣家產，喜歡著琉璃姬。事件後期揭露其已於開頭時遭鵺設局殺害。
實尊寺惟勢（聲優：內田直哉）
同樣以「東大寺」為目標，希望成為琉璃姬丈夫的候補人選之一。身上只穿著一件禮服和裙擺的和尚。出現在使用組香以決定女婿的宴會上。對於香道很有自信。被人發現陳屍在雪地上。事件後期揭露其已於開頭時遭鵺設局殺害。
琉璃姬（聲優：山崎和佳奈）
擁有「東大寺」的傳聞公主。家裡香道的流派為笛小路流。選擇四位人選當女婿候補並且提議以源氏香（聞五組香後，猜出那兩種香是一樣）分出勝負並藉此決定誰能成為她的丈夫，但卻在聞香會後遭殺害。事件後期揭露是鵺因應不同為求東大寺的訪道者所幻化出的身形之一。
老婆婆（聲優：小林由利）
琉璃姬手下的女僕。視力不好。實為因應不同為求東大寺的訪道者所幻化出的身形之一。
少女（聲優：鎌田梢）
忽然現身在宅邸裡的少女，實為鵺因應不同為求東大寺的訪道者所幻化出的身形之一。
鵺
「鵺」篇的關鍵角色，傳說中有著猴臉、貍貓身體、虎爪、蛇尾，不同人所看出的皆是不同面貌的怪物。本體是「蘭奢待」，為了讓眾人銘記其存在，會以化身舉辦並殺害前來參加香道比賽的候選者。事件尾聲被賣藥郎斬殺和摧毀本體。

### 「化貓」篇
森谷清（聲優：竹本英史）
報社的記者。負責採訪開通的地下鐵。因為被市長下令而無法公開地下鐵的秘密，和節子爭執時一怒之下將節子滅口，最後被現身報復的節子殺死。
福田壽太郎（聲優：岩崎博）
市長。因地下鐵開發與廠商的勾結的事情被節子發現，於是下令森谷青將資料處理掉。在眾人被物怪化的節子困於列車上時，被現身報復的節子殺死。
門脇榮（聲優：稻葉實）
刑警。為了保護市長而與他一起搭乘地下鐵，處理節子的案件時以有利市長的方式隨便結案。事件落幕後親自逮捕了肇事輾過節子的木下司機。
木下文平（聲優：佐佐木誠二）
電車的司機。也是這次地下鐵的司機。因為駛車時精神不濟，以至於節子墜橋時來不及做出反應而將其輾過。事件落幕後，為了贖罪而自願被門脇刑警逮捕。
野本千代（聲優：尤加奈）
咖啡廳的女僕。希望成為女演員而出名，不惜與其他男子陪睡。節子遇害後，為了出名而不惜向警方作偽證，事件尾聲，為了贖罪遂前往節子遇害的地點致意。
和之前「化貓篇」「海坊主篇」的加世長像神似，測妖天秤也對頭一次見面的千代點頭示好。
山口春（聲優：澤海陽子）
寡婦。不喜歡與自己的婆婆生活，常常在外面秘密地與愛人私會。於愛人幽會的期間耳聞節子的尖叫而不予理會。事件尾聲，為了贖罪遂前往節子遇害的地點致意。
小林正男（聲優：日比愛子）
送牛奶的少年。於工作途中偶然目擊節子墜橋，但因為怕事而沒有報警，並逕自離去。事件尾聲，為了贖罪遂前往節子遇害的地點致意。
市川節子（聲優：折笠富美子）
「化貓」篇的關鍵角色，女性新聞記者、森谷的部下。得到一篇關於地下鐵工程的重要消息。為了表現而準備將該消息公開，被擔憂事件曝光的福田市長當成眼中釘，將報導給予森谷清時，兩人發生爭執並被森谷毆打而推落橋下，並因此遭行駛的列車撞死。由於節子發生事故時，部分當事者（山口、正男、木下）出於私人緣由未及時做出反應，甚至向警方作偽證（千代），死後化作物怪找上相關當事者清算罪行，最終以怨靈型態現身並殺死森谷和市長。

## 製作團隊
- 企劃 - 松崎容子
- 系列構成 - 中村健治
- 人物設計・総作画監督 - 橋本敬史
- 美術設計 - 倉橋隆、保坂由美
- 色彩設計 - 永井留美子
- 音響監督 - 長崎行男
- 音樂 - 高梨康治
- CG主要監督 - 森田信廣
- 製作人 - 高瀬敦也、梅澤淳稔、柴田宏明
- 動畫製作 - 東映動畫
- 製作 - 物怪製作委員會（富士電視台、Asmik Ace娛樂、東映動畫、電通、日本索尼音樂娛樂、SKY Perfect Well Think）

## 主題曲
片頭曲（下弦月）
作詞 - 香和文 / 作曲・編曲 - 小松亮太 / 歌 - 小松亮太×チャーリー・コーセイ
片尾曲（夏天的花）
作詞 - 橋本みゆき / 作曲 - 谷口尚久 / 編曲 - CHOKKAKU / 歌 - JUJU

## 各話列表
| 話數 | 日文標題 | 中文標題         | 劇本       | 分鏡              | 演出                | 作畫監督                        | 播放日期      |
| ---- | -------- | ---------------- | ---------- | ----------------- | ------------------- | ------------------------------- | ------------- |
| 1    |          | 座敷童子（前篇） | 高橋郁子   | 中村健治          | 中村健治 羽多野浩平 | 橋本敬史                        | 2007年7月12日 |
| 2    |          | 座敷童子（後篇） | 高橋郁子   | 渡邊純央          | 渡邊純央            | 渡邊奈月                        | 2007年7月19日 |
| 3    |          | 海坊主（序幕）   | 小中千昭   | 古橋一浩          | 內山まな            | 飯飼一幸                        | 2007年7月26日 |
| 4    |          | 海坊主（第二幕） | 小中千昭   | 古橋一浩          | 松本佳久            | 曾我篤史                        | 2007年8月2日  |
| 5    |          | 海坊主（終幕）   | 小中千昭   | 古橋一浩          | 羽多野浩平          | 窪秀巳 袴田裕二                 | 2007年8月9日  |
| 6    |          | 無臉（前篇）     | 石川學     | 植田秀仁          | 植田秀仁            | 岡辰也                          | 2007年8月16日 |
| 7    |          | 無臉（後篇）     | 石川學     | 梅澤淳稔 渡邊純央 | 中尾幸彥            | 渡邊奈月 袴田裕二               | 2007年8月23日 |
| 8    |          | 鵺（前篇）       | 小中千昭   | 山崎浩司          | 山崎浩司            | 石原惠治 窪秀巳                 | 2007年8月30日 |
| 9    |          | 鵺（後篇）       | 小中千昭   | 山崎浩司          | 山崎浩司            | 草間英興 工原 羽山賢二 石原惠治 | 2007年9月6日  |
| 10   |          | 化貓（序幕）     | 高橋郁子   | 石黑育            | 羽多野浩平          | 桑原幹根 袴田裕二               | 2007年9月13日 |
| 11   |          | 化貓（第二幕）   | 高橋郁子   | 石黑育            | 植田秀仁            | 岡辰也                          | 2007年9月20日 |
| 12   |          | 化貓（終幕）     | 橫手美智子 | 石黑育            | 中村健治            | 橋本敬史                        | 2007年9月27日 |

## 播放電視台
| 播放地區   | 播放局         | 播放日期                 | 播放時間             | 聯播網         | 備註               |
| ---------- | -------------- | ------------------------ | -------------------- | -------------- | ------------------ |
| 關東廣域圈 | 富士電視台     | 2007年7月12日 - 9月27日  | 星期四 24:45 - 25:15 | 富士電視台系列 | 製作電視台         |
| 近畿廣域圈 | 關西電視台     | 2007年7月17日 - 10月2日  | 星期二 25:53 - 26:23 | 富士電視台系列 |                    |
| 中京廣域圈 | 東海電視台     | 2007年7月19日 - 10月4日  | 星期四 26:05 - 26:35 | 富士電視台系列 |                    |
| 福岡縣     | 西日本電視台   | 2007年7月25日 - 10月10日 | 星期三 26:10 - 26:40 | 富士電視台系列 |                    |
| 新潟県     | 新潟綜合電視台 | 2007年7月26日 - 10月11日 | 星期四 26:00 - 26:30 | 富士電視台系列 |                    |
| 北海道     | 北海道文化放送 | 2007年8月7日 - 10月30日  | 星期二 25:10 - 25:40 | 富士電視台系列 |                    |
| 日本全域   | 富士電視台721  | 2008年7月16日 - 8月20日  | 星期三 25:00 - 25:50 | CS放送         | 有重播             |
| 日本全域   | ANIMAX         | 2009年8月19日 - 11月4日  | 星期三 22:00 - 22:30 | CS放送         | LEVEL22頻道 有重播 |

## 劇場版
2022年宣布製作完全新作劇場版，舞台為江戶城中的「大奧」。
當初預計在2023年上映，製作時也進行群眾募資。但2023年3月時，負責賣藥郎配音的聲優‧櫻井孝宏因為外遇事件而遭到拔除、同時也發表上映時間因此延期的消息。2023年8月時、公布賣藥郎的配音改為聲優‧神谷浩史，並會在2024年夏季上映。2024年3月劇場版定名為『劇場版 物怪 唐傘』，並定於2024年7月26日上映。
2024年7月28日，宣布劇場版將以全三章推出，《唐傘》為其中第一章，第二章《火鼠》將於2025年3月14日上映。
2025年3月14日，宣布劇場版第三章《蛇神》將於2026年春季上映。

## 漫畫
物怪
作畫 - 蜷川ヤエコ、原作 - 怪 〜ayakashi〜 製作委員會 「化貓」（全2卷）
- 壱 2008年2月25日發售、ISBN 978-4-7575-2211-4
- 弐 2008年10月25日發售、ISBN 978-4-7575-2388-3

物怪 -海坊主-
作畫 - 蜷川ヤエコ、脚本 - 小中千昭、原作 - 〜物怪〜製作委員會 「海坊主」（全2卷）
- 上 2014年7月19日發售、ISBN 978-4-19-980223-2
- 下 2014年12月20日發售、ISBN 978-4-19-980250-8

物怪 -座敷童子-
作畫 - 蜷川ヤエコ、原作 - 〜物怪〜製作委員會 「座敷童子」（全1卷）
- 2015年11月20日發售、ISBN 978-4-19-980310-9

物怪 -鵺-
作畫 - 蜷川ヤエコ、原作 - 〜物怪〜製作委員會 「鵺」（全1卷）
- 2016年11月19日發售、ISBN 978-4-19-980381-9

物怪 -無臉-
作畫 - 蜷川ヤエコ、原作 - 〜物怪〜製作委員會 「無臉」（全1卷）
- 2015年11月20日發售、ISBN 978-4-19-980457-1

## 小说
物怪 执
作：仁木英之（全1卷）
- 2022年6月10日发售、角川文库、ISBN 978-4-7575-2211-4
  - 2024年预定、天闻角川（出品）中国致公出版社（出版）、ISBN 978-7-5145-2061-3

## 影音商品
| 卷數                | 發售日期       | 規格標號   |
| ------------------- | -------------- | ---------- |
| 壱之巻 「座敷童子」 | 2007年10月26日 | ACBA-10538 |
| 弐之巻 「海坊主」   | 2007年11月22日 | ACBA-10539 |
| 参之巻 「無臉」     | 2007年12月21日 | ACBA-10540 |
| 四之巻 「鵺」       | 2008年1月22日  | ACBA-10541 |
| 伍之巻 「化猫」     | 2008年2月22日  | ACBA-10542 |

物怪＋怪~ayakashi~化猫DVD-BOX 初回限定生産
DVD再編輯版6枚裝。2009年4月8日發售、規格編號 ACBA-10673。角川娛樂發行。
物怪＋怪~ayakashi~化猫Blu-ray Disc-BOX
DVD-BOX版的再編輯版3枚裝。2011年4月6日發售、規格編號 ACXA-10832。

## 脚注
1. 1 2  . Comic Natalie. 2023-02-28  [2023-02-28]. （原始内容存档于2023-03-14） （日语）.
2. 1 2  . Comic Natalie. 2023-08-04  [2023-08-04]. （原始内容存档于2023-08-04） （日语）.
3. ↑  . コミックナタリー. ナターシャ. 2022-06-18  [2022-06-19]. （原始内容存档于2022-06-25）.
4. ↑  . MANTANWEB. 2022-06-18  [2022-06-19]. （原始内容存档于2022-06-21）.
5. ↑  . Comic Natalie. 2024-03-21  [2024-03-21]. （原始内容存档于2024-03-29） （日语）.
6. ↑  . Comic Natalie. 2024-07-28  [2024-07-28] （日语）.
7. ↑  . Comic Natalie. 2025-03-14  [2025-03-14] （日语）.

## 外部連結
- （日語） 怪-化貓- （页面存档备份，存于）
- （日語） 怪-化貓- 東映動畫官方網站 （页面存档备份，存于）
- （日語） 怪-化貓- 漫畫版官方網站
- （繁體中文） 物怪Mononoke 台灣官方網站
- 舞台劇「物怪～化猫～」官方網站 （页面存档备份，存于）